# Al Chejt
Al Chejt (jiddisch על חטא, polnisch Za grzechy, englisch I have sinned, deutsch Für die Sünde) ist ein Melodram und der erste produzierte Tonfilm des polnischen Regisseurs Aleksander Marten (1898–1942). Er wurde im Jahr 1936 in jiddischer Sprache gedreht.

## Handlung
Esther, die Tochter eines Rabbis, verliebt sich in den jüdisch-österreichischen Offizier Leon Anton und erwartet ein Kind von ihm. Bevor die beiden heiraten können, wird er zur Front einberufen und fällt. Für ihren Vater ist sie als unehelich Schwangere ein Sünderin. Er verstößt sie. Mittellos muss sie ihr Neugeborenes zur Adoption freigeben. In der Hoffnung auf ein neues Leben emigriert sie in die Vereinigten Staaten. Dort gelingt ihr eine Karriere als Sängerin. Als sie nach sechzehn Jahren dort mit einem Waisenhausschicksal konfrontiert wird, beschließt sie, nachhause zurückzukehren, um ihre Tochter Rachel zu finden. In dem Waisenhaus erfährt sie nur, dass das Kind von einer Familie Cohen adoptiert wurde. Auf der Suche nach ihr ergeben sich einige komische Situationen. Dabei lernt sie auch einen jungen begabten Geiger kennen, der sich als Rachels Freund herausstellt. Esther gelingt zum Ende des Films die Versöhnung mit ihrem Vater.

## Hintergrund
Der Herausgeber der jiddischen Filmzeitschrift Film Velt Saul Goskind, dem auch ein Filmlabor in Warschau gehörte, produzierte den Film. Das benötigte Material konnte günstig von der jüdischen Leitung der AGFA-Niederlassung in Warschau bezogen werden. Der Regisseur Marten war ein Schüler Max Reinhardts, zahlreiche aus Deutschland geflohene jüdische Schauspieler waren an dem Film beteiligt. Die Produktionsgesellschaft Kinor wurde extra von Goskind gegründet.

### Premiere
Die Betreiber der großen Kinos in Warschau befürchteten wegen der antijüdischen Stimmung ihr Publikum zu verlieren und wollten den Film nicht zeigen. Deshalb mietete der Produzent Goskind selbst das Farma Kino mit 500 Plätzen im Nalewski Bezirk, Przejazd Straße 9. Auch er fürchte gewaltsame Ausschreitungen der polnischen Nationalisten und ließ sich von seinem Fahrer bei der Premiere am 14. April 1936 telefonisch die Lage vor dem Kino schildern. Dieser beschrieb ihm einen großen Menschenandrang und einen berittenen Polizeieinsatz wegen der großen Nachfrage nach Karten für den Film. Der Film wurde ein großer Erfolg und lief über vier Monate und spielte seine Kosten wieder ein.
In New York City lief der Film unter dem Titel I Have Sinned am 1. Januar 1938 an. Auch hier war er ein Erfolg.